# Snowboard nos Jogos Olímpicos de Inverno de 2014 - Slopestyle masculino
A competição do slopestyle masculino do snowboard nos Jogos Olímpicos de Inverno de 2014 ocorreu entre 6 e 8 de fevereiro no Parque Extreme Rosa Khutor, na Clareira Vermelha em Sóchi.

## Medalhistas
| Ouro   | USA Sage Kotsenburg |
| Prata  | NOR Ståle Sandbech  |
| Bronze | CAN Mark McMorris   |

## Programação
Horário local (UTC+4).
| Data           | Horário | Evento       |
| -------------- | ------- | ------------ |
| 6 de fevereiro | 10:00   | Qualificação |
| 8 de fevereiro | 9:30    | Semifinais   |
| 8 de fevereiro | 12:45   | Final        |

## Resultados

### Qualificação
Os quatro primeiros colocados em cada bateria avançam para a final. Os demais atletas disputam as semifinais.
| Pos. | Bateria | Bib | Nome                    | País               | 1ª descida | 2ª descida | Melhor | Notas |
| ---- | ------- | --- | ----------------------- | ------------------ | ---------- | ---------- | ------ | ----- |
| 1    | 1       | 8   | Ståle Sandbech          | NOR Noruega        | 45.25      | 94.50      | 94.50  | QF    |
| 2    | 1       | 12  | Peetu Piiroinen         | FIN Finlândia      | 90.75      | 80.00      | 90.75  | QF    |
| 3    | 1       | 7   | Sebastien Toutant       | CAN Canadá         | 74.25      | 87.25      | 87.25  | QF    |
| 4    | 1       | 14  | Jamie Nicholls          | GBR Grã-Bretanha   | 62.25      | 86.75      | 86.75  | QF    |
| 5    | 1       | 10  | Chas Guldemond          | USA Estados Unidos | 86.00      | 19.25      | 86.00  | QS    |
| 6    | 1       | 1   | Billy Morgan            | GBR Grã-Bretanha   | 76.25      | 85.50      | 85.50  | QS    |
| 7    | 1       | 5   | Niklas Mattsson         | SWE Suécia         | 82.75      | 57.25      | 82.75  | QS    |
| 8    | 1       | 6   | Emil Andre Ulsletten    | NOR Noruega        | 27.25      | 79.75      | 79.75  | QS    |
| 9    | 1       | 3   | Charles Reid            | CAN Canadá         | 54.50      | 75.50      | 75.50  | QS    |
| 10   | 1       | 9   | Alexey Sobolev          | RUS Rússia         | 63.00      | 28.50      | 63.00  | QS    |
| 11   | 1       | 11  | Scotty James            | AUS Austrália      | 36.00      | 44.00      | 44.00  | QS    |
| 12   | 1       | 13  | Lucien Koch             | SUI Suíça          | 32.00      | 29.25      | 32.00  | QS    |
| 13   | 1       | 4   | Yuki Kadono             | JPN Japão          | 31.00      | 16.50      | 31.00  | QS    |
| 14   | 1       | 15  | Mathias Weissenbacher   | AUT Áustria        | 18.00      | 28.75      | 28.75  | QS    |
| 15   | 1       | 2   | Torgeir Bergrem         | NOR Noruega        | 25.00      | 24.75      | 25.00  | QS    |
| 1    | 2       | 19  | Maxence Parrot          | CAN Canadá         | 91.75      | 97.50      | 97.50  | QF    |
| 2    | 2       | 18  | Roope Tonteri           | FIN Finlândia      | 33.75      | 95.75      | 95.75  | QF    |
| 3    | 2       | 21  | Sven Thorgren           | SWE Suécia         | 94.25      | 36.75      | 94.25  | QF    |
| 4    | 2       | 16  | Gjermund Braaten        | NOR Noruega        | 12.75      | 91.25      | 91.25  | QF    |
| 5    | 2       | 20  | Seppe Smits             | BEL Bélgica        | 88.25      | 91.00      | 91.00  | QS    |
| 6    | 2       | 25  | Clemens Schattschneider | AUT Áustria        | 90.00      | 24.25      | 90.00  | QS    |
| 7    | 2       | 24  | Mark McMorris           | CAN Canadá         | 29.50      | 89.25      | 89.25  | QS    |
| 8    | 2       | 22  | Sage Kotsenburg         | USA Estados Unidos | 86.50      | 81.50      | 86.50  | QS    |
| 9    | 2       | 29  | Ryan Stassel            | USA Estados Unidos | 81.00      | 28.75      | 81.00  | QS    |
| 10   | 2       | 17  | Jan Scherrer            | SUI Suíça          | 74.50      | 18.75      | 74.50  | QS    |
| 11   | 2       | 23  | Ville Paumola           | FIN Finlândia      | 54.75      | 21.25      | 54.75  | QS    |
| 12   | 2       | 27  | Janne Korpi             | FIN Finlândia      | 49.75      | 35.50      | 49.75  | QS    |
| 13   | 2       | 26  | Seamus O'Connor         | IRL Irlanda        | 33.50      | 40.00      | 40.00  | QS    |
| 14   | 2       | 28  | Adrian Krainer          | AUT Áustria        | 24.25      | 16.00      | 24.25  | QS    |

### Semifinal
Os quatro primeiros colocados na semifinal avançaram para a final.
| Pos. | Bib | Nome                    | País               | 1ª descida | 2ª descida | Melhor | Notas |
| ---- | --- | ----------------------- | ------------------ | ---------- | ---------- | ------ | ----- |
| 1    | 1   | Billy Morgan            | GBR Grã-Bretanha   | 90.75      | 35.50      | 90.75  | QF    |
| 2    | 22  | Sage Kotsenburg         | USA Estados Unidos | 89.00      | 90.50      | 90.50  | QF    |
| 3    | 24  | Mark McMorris           | CAN Canadá         | 55.50      | 89.25      | 89.25  | QF    |
| 4    | 4   | Yuki Kadono             | JPN Japão          | 84.75      | 80.50      | 84.75  | QF    |
| 5    | 20  | Seppe Smits             | BEL Bélgica        | 77.50      | 84.50      | 84.50  |       |
| 6    | 29  | Ryan Stassel            | USA Estados Unidos | 83.25      | 81.75      | 83.25  |       |
| 7    | 10  | Chas Guldemond          | USA Estados Unidos | 13.25      | 79.75      | 79.75  |       |
| 8    | 11  | Scotty James            | AUS Austrália      | 77.25      | 19.00      | 77.25  |       |
| 9    | 26  | Seamus O'Connor         | IRL Irlanda        | 60.75      | 70.25      | 70.25  |       |
| 10   | 27  | Janne Korpi             | FIN Finlândia      | 41.00      | 68.50      | 68.50  |       |
| 11   | 17  | Jan Scherrer            | SUI Suíça          | 64.25      | 23.50      | 64.25  |       |
| 12   | 9   | Alexey Sobolev          | RUS Rússia         | 20.00      | 57.50      | 57.50  |       |
| 13   | 6   | Emil Andre Ulsletten    | NOR Noruega        | 22.50      | 56.75      | 56.75  |       |
| 14   | 3   | Charles Reid            | CAN Canadá         | 46.25      | 43.50      | 46.25  |       |
| 15   | 5   | Niklas Mattsson         | SWE Suécia         | 44.75      | 36.50      | 44.75  |       |
| 16   | 2   | Torgeir Bergrem         | NOR Noruega        | 37.50      | 26.75      | 37.50  |       |
| 17   | 25  | Clemens Schattschneider | AUT Áustria        | 29.50      | 26.25      | 29.50  |       |
| 18   | 15  | Mathias Weissenbacher   | AUT Áustria        | 14.00      | 28.50      | 28.50  |       |
| 19   | 23  | Ville Paumola           | FIN Finlândia      | 25.25      | 22.75      | 25.25  |       |
| 20   | 13  | Lucien Koch             | SUI Suíça          | 16.25      | 20.75      | 20.75  |       |
| 21   | 28  | Adrian Krainer          | AUT Áustria        |            |            |        | DNS   |

### Final
Para a definição dos medalhistas é considerado a melhor entre duas descidas.
| Pos.              | Bib | Nome              | País               | 1ª descida | 2ª descida | Melhor | Notas |
| ----------------- | --- | ----------------- | ------------------ | ---------- | ---------- | ------ | ----- |
| Medalha de ouro   | 22  | Sage Kotsenburg   | USA Estados Unidos | 93.50      | 83.25      | 93.50  |       |
| Medalha de prata  | 8   | Ståle Sandbech    | NOR Noruega        | 27.00      | 91.75      | 91.75  |       |
| Medalha de bronze | 24  | Mark McMorris     | CAN Canadá         | 33.75      | 88.75      | 88.75  |       |
| 4                 | 21  | Sven Thorgren     | SWE Suécia         | 83.75      | 87.50      | 87.50  |       |
| 5                 | 19  | Maxence Parrot    | CAN Canadá         | 47.00      | 87.25      | 87.25  |       |
| 6                 | 14  | Jamie Nicholls    | GBR Grã-Bretanha   | 85.50      | 46.50      | 85.50  |       |
| 7                 | 12  | Peetu Piiroinen   | FIN Finlândia      | 78.50      | 81.25      | 81.25  |       |
| 8                 | 4   | Yuki Kadono       | JPN Japão          | 53.00      | 75.75      | 75.75  |       |
| 9                 | 7   | Sebastien Toutant | CAN Canadá         | 54.50      | 58.50      | 58.50  |       |
| 10                | 1   | Billy Morgan      | GBR Grã-Bretanha   | 38.00      | 39.75      | 39.75  |       |
| 11                | 18  | Roope Tonteri     | FIN Finlândia      | 31.50      | 39.00      | 39.00  |       |
| 12                | 16  | Gjermund Braaten  | NOR Noruega        | 24.75      | 20.50      | 24.75  |       |

Legenda
| Recorde mundial      | Recorde mundial (World record)               |                       | Recorde africano                      | Recorde africano (African) |                                           | Q | Classificado por posição (Qualified) |
| Recorde olímpico     | Recorde olímpico (Olympic record)            | Recorde da América    | Recorde da América (Americas)         | q                          | Classificado por melhor tempo (Qualified) |   |                                      |
| Melhor marca do ano  | Melhor marca do ano (World leading)          | Recorde asiático      | Recorde asiático (Asian)              | DNS                        | Não largou (Did not start)                |   |                                      |
| Recorde nacional     | Recorde nacional (National record)           | Recorde europeu       | Recorde europeu (European)            | DNF                        | Não terminou (Did not finish)             |   |                                      |
| Recorde pessoal      | Recorde pessoal do atleta (Personal best)    | Recorde da Oceania    | Recorde da Oceania (Oceania)          | DSQ / DQ                   | Desclassificado (Disqualified)            |   |                                      |
| Recorde da temporada | Recorde da temporada do atleta (Season best) | Recorde sul-americano | Recorde sul-americano (South America) | NM                         | Sem marca (No mark)                       |   |                                      |